# 79年
| 千纪： | 1千纪                                                                                |
| 世纪： | 前1世纪 \| 1世纪 \| 2世纪                                                            |
| 年代： | 40年代 \| 50年代 \| 60年代 \| 70年代 \| 80年代 \| 90年代 \| 100年代                  |
| 年份： | 74年 \| 75年 \| 76年 \| 77年 \| 78年 \| 79年 \| 80年 \| 81年 \| 82年 \| 83年 \| 84年 |
| 纪年： | 东汉建初四年                                                                         |

## 大事记
- 中國
  - 東漢朝廷召開白虎觀會議，確立三綱原則成為後世儒教的主要典範。
  - 班固據此著《白虎通》。

- 其他
  - 6月23日——提圖斯接替他的父維斯帕先成為羅馬皇帝。
  - 8月24日——維蘇威火山開始爆發，摧毀龐貝城。

## 各国领袖

### 非洲
- 库施
  - 女王：Amanikhatashan（62年－85年）

### 亚洲
- 中国
  - 东汉：
    - 皇帝：汉章帝（75年－88年）
- 朝鲜
  - 百济：
    - 国王：己娄王（77年－128年）

  - 高句丽：
    - 国王：太祖王（53年－146年）

  - 新罗：
    - 国王：脱解尼师今（57年－80年）
- 贵霜帝国
  - 国王：丘就却（30年－80年）

### 欧洲
- 高加索伊比里亚
  - 国王：卡奥斯（72年－87年）
- 罗马帝国
  - 皇帝：
    1. 韦斯巴芗（69年－79年）
    2. 提图斯（79年－81年）

### 中东
- 奈巴提亚
  - 国王：Rabbel II Soter（70年－106年）
- 奥斯若恩
  - 国王：Abgar VI bar Ma'nu（71年－91年）
- 安息
  - 国王（政权对立）：
    - 沃洛吉斯二世（78年－80年）
    - 帕科罗斯二世（78年－105年）

## 出生
- 劉肇，漢和帝（106年逝世，27岁）
- 馬融，東漢經學家

## 逝世
- 教宗理諾
- 老普林尼，古羅馬作家、科學家
- 明德馬皇后
- 維斯帕先